# Rujkovac
Rujkovac (cyr. Рујковац) – wieś w Serbii, w okręgu jablanickim, w gminie Medveđa. W 2011 roku liczyła 191 mieszkańców.